# Cyathea rufopannosa
Cyathea rufopannosa är en ormbunkeart som beskrevs av Christ. Cyathea rufopannosa ingår i släktet Cyathea och familjen Cyatheaceae. Inga underarter finns listade.